# Sally Kellerman
Sally Clare Kellerman (n. 2 iunie 1937, Long Beach, California, SUA – d. 24 februarie 2022, Woodland Hills⁠(d), California, SUA) a fost o actriță americană, activistă, autoare, producătoare și cântăreață.
Cariera de actriță a lui Kellerman s-a întins peste 60 de ani. Rolul ei Maior Margaret Houlihan din filmul M*A*S*H (1970) al lui Robert Altman i-a adus o nominalizare la premiile Oscar la categoria cea mai bună actriță în rol secundar. A mai jucat în filme precum Din nou la școală (1986) și Pret-a-Porter: Crimă în lumea modei (1994).

## Tinerețe
Kellerman s-a născut ca Sally Clare Kellerman, în Long Beach, California, pe 2 iunie 1937, avându-i ca părinți pe Edith Baine (născută Vaughn, 1911-1998), profesoară de pian, și John „Jack” Helm Kellerman (1900-1971). Mama ei era de origine din Portland, Arkansas,  în timp ce tatăl ei era din St Louis, Missouri. Kellerman are o sora mai mare, Diana Dean Kellerman; sora ei mai mică, Victoria Vaughn (Vicky) Kellerman, a murit în copilărie. Mama lui Kellerman a fost o femeie de știință creștină și și-a crescut fiicele în această credință.

## Filmografie

### Film
| An   | Titlu                                    | Rol                                | Note |
| ---- | ---------------------------------------- | ---------------------------------- | --- |
| 1957 | Reform School Girl                       | Marcia                             | |
| 1962 | Hands of a Stranger                      | Sue                                | |
| 1965 | The Third Day                            | Holly Mitchell                     | |
| 1968 | The Boston Strangler                     | Dianne Cluny                       | |
| 1969 | The April Fools                          | Phyllis Brubaker                   | |
| 1970 | M*A*S*H                                  | Major Margaret 'Hot Lips' Houlihan | A câștigat—Kansas City Film Critics Circle Award for Best Supporting Actress A câștigat—Golden Laurel Award for Best Comedy Performance, Female Nominalizare—Academy Award for Best Supporting Actress Nominalizare—Golden Globe Award for Best Supporting Actress – Motion Picture Nominalizare—National Society of Film Critics Award for Best Supporting Actress |
| 1970 | Brewster McCloud                         | Louise                             | |
| 1972 | Last of the Red Hot Lovers               | Elaine Navazio                     | |
| 1972 | A Reflection of Fear                     | Anne                               | |
| 1973 | Slither                                  | Kitty Kopetzky                     | |
| 1973 | Lost Horizon                             | Sally Hughes                       | |
| 1975 | Rafferty and the Gold Dust Twins         | Mackinley Beachwood                | |
| 1976 | The Big Bus                              | Sybil Crane                        | |
| 1976 | Welcome to L.A.                          | Ann Goode                          | |
| 1977 | The Mouse and His Child                  | The Seal                           | Voce |
| 1979 | A Little Romance                         | Kay King                           | |
| 1980 | Foxes                                    | Mary                               | |
| 1980 | It Rained All Night the Day I Left       | The Colonel                        | Nominalizare—Genie Award for Best Performance by a Foreign Actress |
| 1980 | Serial                                   | Martha                             | |
| 1980 | Head On                                  | Michelle Keys                      | |
| 1985 | Sesame Street Presents: Follow That Bird | Miss Finch                         | Voce |
| 1985 | Moving Violations                        | Judge Nedra Henderson              | |
| 1985 | KGB: The Secret War                      | Fran Simpson                       | |
| 1986 | Back to School                           | Dr. Diane Turner                   | |
| 1986 | That's Life!                             | Holly Parrish                      | |
| 1986 | Meatballs III: Summer Job                | Roxy Dujour                        | |
| 1987 | Three for the Road                       | Blanche                            | |
| 1987 | Someone to Love                          | Edith Helm                         | |
| 1988 | You Can't Hurry Love                     | Kelly Bones                        | |
| 1989 | The Secret of the Ice Cave               | Dr. Valerie Ostrow                 | |
| 1989 | All's Fair                               | Florence                           | |
| 1990 | Happily Ever After                       | Sunburn                            | Voce |
| 1993 | Doppelganger                             | Sister Jan                         | |
| 1993 | Younger and Younger                      | 'Zig-Zag' Lilian                   | |
| 1994 | Mirror, Mirror 2: Raven Dance            | Roslyn                             | |
| 1994 | Prêt-à-Porter                            | Sissy Wanamaker                    | A câștigat—National Board of Review Award for Best Cast |
| 1996 | It's My Party                            | Sara Hart                          | |
| 1997 | The Lay of the Land                      | Mary Jane Dankworth                | |
| 1999 | American Virgin                          | Quaint                             | |
| 2001 | Women Of The Night                       | Mary                               | |
| 2004 | Open House                               | Marjorie Milford                   | |
| 2005 | Boynton Beach Club                       | Sandy                              | |
| 2006 | Payback                                  | Miss Bronson                       | Voce; Director's Cut |
| 2011 | Night Club                               | Dorothy                            | A câștigat—Accolade Competition Award of Excellence for Best Supporting Actress |
| 2013 | Joan's Day Out                           | Joan                               | Scurtmetraj |
| 2014 | Reach Me                                 | Florence 'Flo'                     | |
| 2014 | When Bette Met Mae                       | Naratoare                          | Documentar |
| 2014 | A Place for Heroes                       | Maureen                            | |
| 2016 | His Neighbor Phil                        | Bernadette                         | |
| 2016 | The Remake                               | Aunt Peg                           | |
| 2016 | Flycatcher                               | Thelma                             | |

## Legături externe
- Sally Kellerman pe Facebook
- Sally Kellerman la Internet Movie Database